# Rafael del Pino Calvo-Sotelo
Rafael del Pino Calvo-Sotelo (Madrid, 14 de julio de 1958) es un empresario español y presidente ejecutivo de Ferrovial. Posee una de las mayores fortunas de España, situado como la tercera persona más rica del país en 2022 con un patrimonio estimado de 3800 millones de euros según Forbes.

## Biografía
Ingeniero de caminos, canales y puertos por la Universidad Politécnica de Madrid (1981) y MBA por la MIT Sloan School of Management en 1986, es hijo de Rafael del Pino y Moreno y Ana María Calvo-Sotelo, hermana del expresidente del Gobierno Leopoldo Calvo-Sotelo.
Rafael del Pino completó con un MBA del MIT Sloan School of Management (Massachusetts, EE. UU.).
Presidente Ejecutivo de Ferrovial, la compañía de infraestructuras y movilidad, desde 2000.

## Trayectoria
Fue consejero delegado de Grupo Ferrovial desde 1992 hasta 1999, y actualmente es Presidente Ejecutivo de la compañía, fundada en 1952 por su padre, Rafael del Pino y Moreno.
Rafael del Pino Calvo-Sotelo ha desarrollado toda su carrera profesional en Ferrovial. Su primera experiencia en la compañía, recién licenciado, tuvo lugar en Libia. Posteriormente, pasó por la dirección regional de Extremadura, antes de obtener un MBA en Dirección de Empresas en el MIT Sloan School of Management de Estados Unidos.
En 1988, Rafael se incorporó al estado mayor de Ferrovial en Madrid, como adjunto al entonces consejero delegado Antonio Mendoza.
Al año siguiente, en 1989, se hizo cargo de la dirección financiera y estratégica del grupo y en 1991 fue nombrado Consejero Delegado de Ferrovial. En 1999, Rafael del Pino, fue designado Consejero Delegado al frente del Comité de Dirección.
En la Junta General de Ferrovial en el 2000 se anunció la decisión de nombrarle presidente de Ferrovial, cargo que ostenta en la actualidad.
También ejerció como presidente de Cintra, de 1998 a 2009, año en el que Ferrovial la absorbió como filial.

## Trayectoria académica
Rafael del Pino se formó como ingeniero de Caminos, Canales y Puertos, obteniendo el título la Universidad Politécnica de Madrid en 1981, y completó un MBA del MIT Sloan School of Management (Massachusetts, EE. UU.) en 1986.
En la esfera académica, Rafael del Pino mantiene una participación activa como miembro de la MIT Energy Initiative External Advisory Board, del MIT Sloan European Advisory Board, del European Round Table for Industry y de la Real Academia Española de Ingeniería. Además, es patrono de la Fundación Rafael del Pino, la Fundación Princesa de Girona, la Fundación Caminos (CICCP) y de la Fundación Consejo España-EE. UU. Asimismo, es miembro del Comité de Honor del South Summit, del Hong Kong-Europe Business Council, de la European Round Table of Industrialists y del World Economic Forum.
Rafael del Pino es miembro del MIT Energy Initiative’s External Advisory Board y el MIT Sloan European Advisory Board. También forma parte del International Advisory Board de IESE y del Harvard Business School European Advisory Board.

## Premios
A lo largo de su carrera, ha recibido numerosos premios y reconocimientos, como el Global Leader for Tomorrow del World Economic Forum, “Empresario del año” por la Cámara de Comercio España-Estados Unidos, la Medalla de Honor de la Asociación de Ingenieros Civiles, la Medalla Sorolla de la Hispanic Society of America, la Cruz de Plata de la Guardia Civil, la Cruz Oficial de la Orden al Mérito de la República de Polonia, el premio a la Trayectoria Profesional otorgado por la Fundación Caminos y el nombramiento por la Reina de Inglaterra como comandante honorario de la Orden del Imperio, entre otros.
Por otro lado, ha sido nombrado embajador honorario de la “Marca España” por el Foro de Marcas Renombradas Españolas en reconocimiento a su carrera.

## Consejos de administración
Presidente de Ferrovial desde 2000 y Consejero Delegado desde 1992. Anteriormente, fue miembro del Consejo de Administración de Zurich, Banesto, Uralita y el International Advisory Board de Blackstone.